# Élections législatives indiennes de 1984
Les élections législatives indiennes de 1984 ont lieu les 24, 27 et 28 décembre 1984 pour élire la VIIIe Lok Sabha, sauf au Pendjab et en Assam où le vote est repoussé à 1985. 
Ces élections ont lieu peu après l'assassinat de la Première ministre Indira Gandhi. Elle a été remplacée à la tête du Congrès et du gouvernement par son fils, Rajiv Gandhi. Celui-ci remporte une victoire sans précédent : le Congrès remporte la moitié des suffrages et plus des trois quarts des sièges.